# Tadeusz Kepka
Tadeusz Kepka (27 de març de 1932 a Varsòvia, Polònia-18 de febrer de 2018, Mèxic) va ser un atleta i entrenador molt reconegut que va passar més de la meitat de la seva vida ajudant altres esportistes, sobretot mexicans, a impulsar les seves carreres.

## Biografia
Va deixar la seva ciutat natal, Varsòvia, als 34 anys per anar a Mèxic. Allà va conèixer molts esportistes, sobretot atletes d'elit, que el van fer créixer en el món de l'esport mexicà encara que ell ja era reconegut pels resultats obtinguts a Polònia.
A l'època de la Segona Guerra Mundial va patir diversos bombardejos i la decepció de no poder estudiar el que desitjava. Llavors, va trobar en l'atletisme la seva forma de vida, tot i que va triomfar a Mèxic, a milers de quilòmetres, allunyat de la terra que el va veure néixer.
Era un home amb un caràcter molt fort el qual exigia molt dels seus esportistes.
Va treballar amb molts atletes d'elit importants com el Dionicio Cerón, Arturo Barrios, Juan Máximo Martínez, Rodolfo Gómez, Isidro Rico i Martín Mondragón. Aquests o bé eren maratonistes, atletes de distàncies llargues, metres llisos, etc.
Amb Arturo Barrios Flores va guanyar un récord mundial (27:08.23 minuts) en els 10 mil metres llisos l'any 1989 a l'estadi Olímpic de Berlin a Alemanya. El registre fou el millor del món fins a l'any 1993.
Va rebre al 2017 el premi Orden al Mérito perquè va enriquir més de cinc dècades l'esport mexicà.
El seu quadre d'honor està format per records com: récord mundial als 10 mil metres pista amb Arturo Barrios, (aquest es va mantenir gairebé tres anys), récord mundial de mitja marató amb Dionisio Cerón, récord mundial de l'hora amb Arturo Barrios, guanyador en tres ocasions consecutives de la Marató de Londres, amb Dionisio Cerón, dos triomfs a la Marató de Nova York amb Germán Silva i la Medalla de plata al Campionat Mundial de Marató al 2005 amb Dionisio Cerón.
Tadeusz Kepka fou un dels entrenadors que van arribar de Polònia a Mèxic per preparar atletes com a part del programa dels Jocs Olímpics de l'any 1968, en un conveni. Però, al final va decidir quedar-s'hi.
Menys d'un any abans de morir, va ser diagnosticat de càncer, però, així i tot, va continuar fent allò que més li agradava, entrenar.